# Józef Gołębiewski
Józef Gołębiewski (ur. 19 kwietnia 1895 w Poznaniu, zm. 22 października 1973 tamże) – polski urzędnik, porucznik piechoty Wojska Polskiego, kawaler Orderu Virtuti Militari.

## Życiorys
Urodził się 19 kwietnia 1895 w Poznaniu, w rodzinie Piotra i Heleny z Hoffmannów. Po ukończeniu siedmioklasowej szkoły powszechnej, ojciec zapisałgo do prywatnego zakładu naukowego profesora Jezierskiego w Poznaniu, w którym przygotowywał się do egzaminu z zakresu szóstej klasy gimnazjum. Niemieckie władze oświatowe odmówiły mu złożenia tegoż egzaminu. Następnie przez dwa lata uczęszczał do Szkoły Handlowej w Poznaniu i równocześnie odbywał praktykę w fabryce należącej do firmy Romana Barcikowskiego. 3 maja 1915 powołany do armii niemieckiej. We wrześniu tego roku został wysłany na front serbski, gdzie został wcielony do 209 rezerwowego pułku piechoty. W styczniu 1916 został przeniesiony na front zachodni, gdzie wziął udział w bitwie pod Verdun. 24 kwietnia 1916 dostał się do niewoli francuskiej. Jesienią 1918 wstąpił do organizującej się we Francji Armii Polskiej gen. Józefa Hallera. W 1919 awansowany na stopień podchorążego.
Po powrocie do Polski Błękitnej Armii, został instruktorem w szkołach w Modlinie i Rembertowie, a następnie został zdemobilizowany. Latem 1920 jako ochotnik wstąpił do ochotniczego batalionu w Poznaniu i wysłany na front, gdzie został wcielony do 65 pułku piechoty. Od 16 września 1920 był adiutantem II batalionu i walczył na froncie polsko-bolszewickim. 18 września został ranny pod Kobryniem. 15 października na czele niedużego patrolu utorował odwrót swojej jednostce pod wsią Werkały. Za czyn ten odznaczony został Krzyżem Srebrnym Orderu Virtuti Militari i mianowany na stopień podporucznika. 15 stycznia 1921, po zwolnieniu z wojska, rozpoczął pracę w administracji państwowej. Od października 1932 pełnił obowiązki kierownika oddziału w Wydziale Rachunkowo-Kasowym Izby Skarbowej w Poznaniu. W 1934, jako oficer rezerwy pozostawał w ewidencji Powiatowej Komendy Uzupełnień Poznań Miasto. Posiadał przydział w rezerwie do 57 pułku piechoty. Na stopień porucznika rezerwy został mianowany ze starszeństwem z 19 marca 1939 i 72. lokatą w korpusie oficerów piechoty.
Po II wojnie światowej pracował w poznańskim banku. Zmarł w Poznaniu i tam, na górczyńskim cmentarzu, został pochowany.
Był żonaty, miał córkę Krystynę Marię (ur. 20 stycznia 1923).

## Ordery i odznaczenia
- Krzyż Srebrny Orderu Virtuti Militari nr 2222[1][5]
- Medal Pamiątkowy za Wojnę 1918–1921[4]
- Medal Dziesięciolecia Odzyskanej Niepodległości[4]